# آب‌انبار حاج ابوالقاسم
آب‌انبار حاج ابوالقاسم حاجی قاسمی مربوط به اواخر دوره قاجار است و در شهرستان مهریز، دهستان خورمیز، روستای سریزد، محله بالا، حسینیه پای نخل واقع شده و این اثر در تاریخ ۲۸ اسفند ۱۳۸۵ با شمارهٔ ثبت ۱۸۷۵۶ به‌عنوان یکی از آثار ملی ایران به ثبت رسیده است.